# Eofoersteria
Eofoersteria is een geslacht van vliesvleugeligen uit de familie Mymaridae. De wetenschappelijke naam van dit geslacht is voor het eerst geldig gepubliceerd in 1966 door Mathot.

## Soorten
Het geslacht Eofoersteria omvat de volgende soorten:
- Eofoersteria camptopteroides Mathot, 1966
- Eofoersteria secunda Viggiani, 1978
- Eofoersteria vasta (Girault, 1920)